# Мержинський Сергій Костянтинович
Сергій Костянтинович Мержинський (1870, Мінськ — 16 березня 1901, Мінськ) — білоруський марксист, російський соціал-демократ, пропагандист марксизму в Києві та Мінську, співорганізатор І з'їзду РСДРП. Близький друг та ліричний герой творів Лесі Українки «Одержима» та «Уста говорять: „він навіки згинув!“» (1901).

## Життєпис

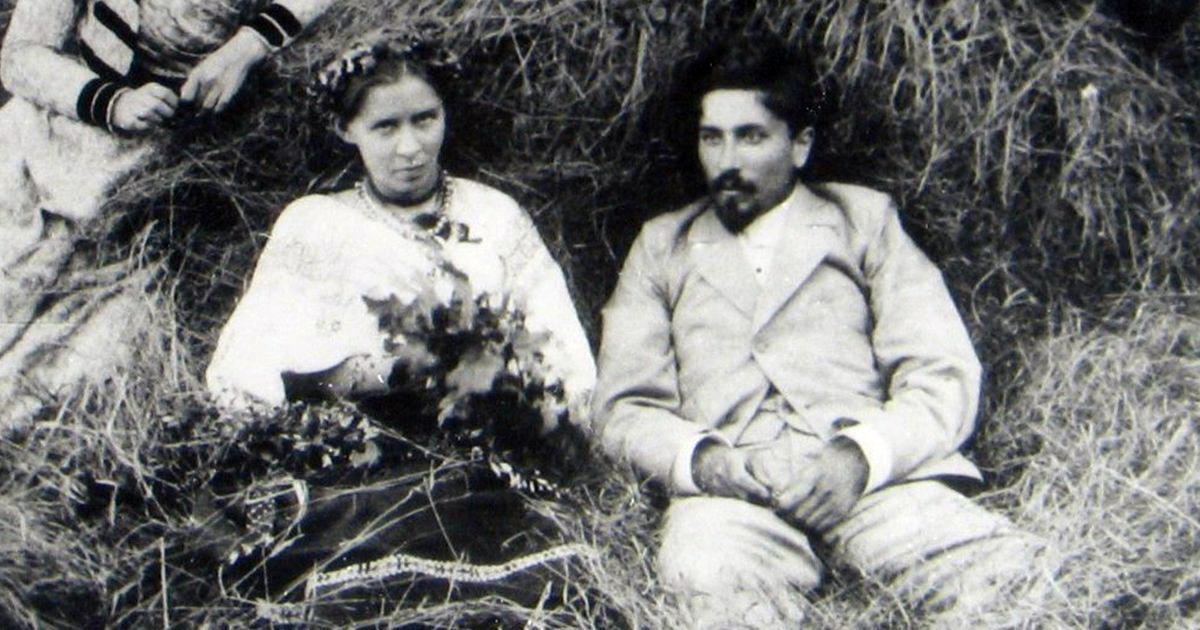
Леся Українка та Сергій Мержинський

Походив зі стародавнього роду білоруської шляхти.
Згідно метричних книг Київської духовної консисторії мати Сергія Мержинського, Віра Веньямінівна Мержинська, дружина поручника 6-го понтонного півбатальйону Констянтина Васильовича Мержинського померла від туберкульозу легень, коли синові виповнилося 7 місяців. Хлопчик виховувався у бабусі в Києві.
Навчався в Київському університеті Св. Володимира, один з організаторів студентської марксистської організації, член київського «Союзу боротьби за визволення робітничого класу».
Жив та працював у Мінську, служив колезьким реєстратором у державному контролі Ливабо-Роменської залізниці. Згодом працював чиновником Мінської контрольної палати. На дозвіллі перекладав оповідання Сари Бернар, малював репродукції італійських художників доби Відродження. Зокрема, Сергій Мержинський подарував Лесі Українці свою репродукцію «Сікстінської капелли» під час її перших відвідин Мінська. Нині ця репродукція авторства Сергія Мержинського знаходиться в експозиції Київського музею Лесі Українки.
1889 року Сергій Мержинський закінчив Київське реальне училище. Його викладачем малювання у Київському реальному училищі був відомий український художник Микола Мурашко.

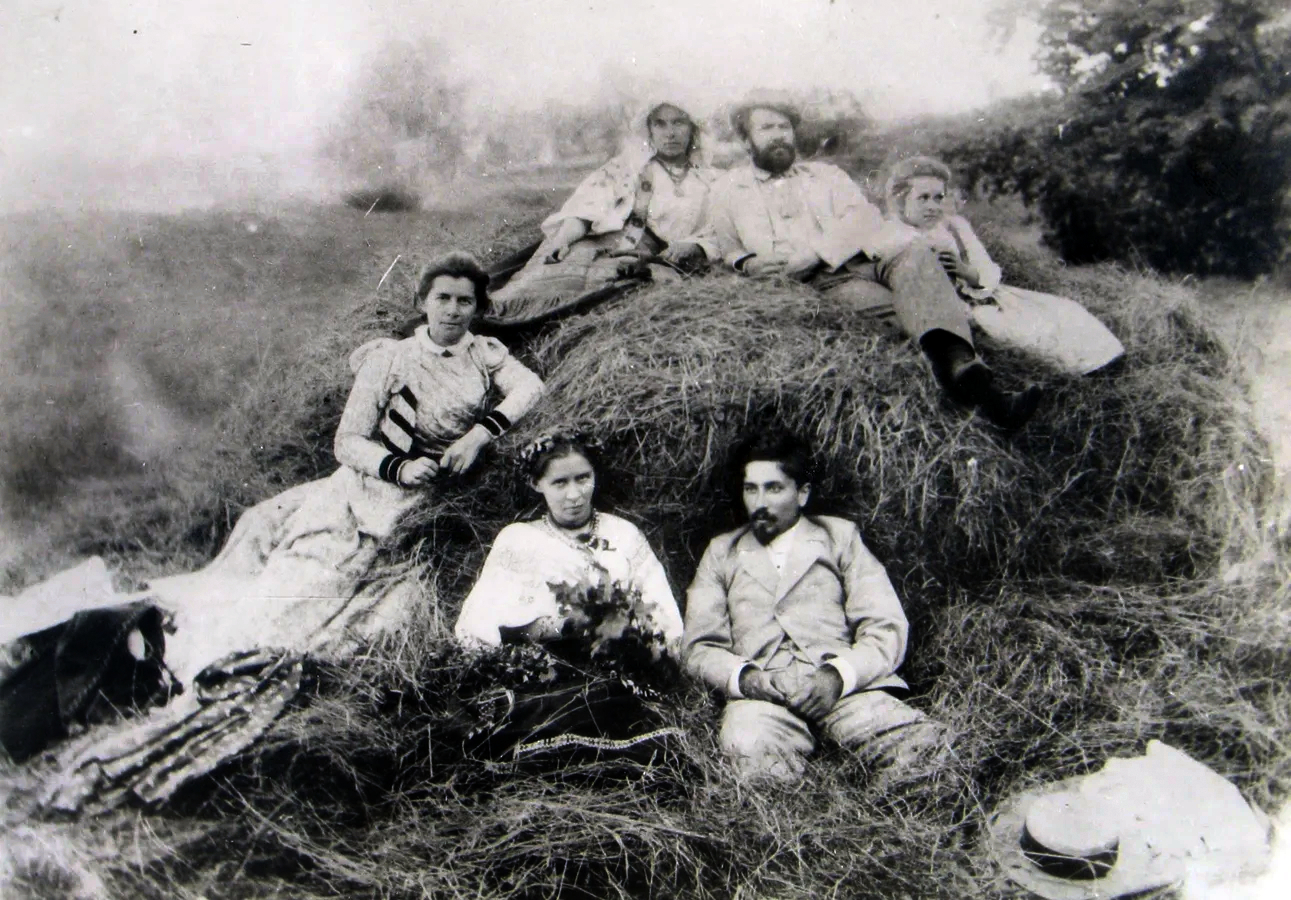
Верхній ряд — Ольга Косач, Олександр Драгоманов, Ізидора Косач; нижній ряд — Олена Пчілка, Леся Українка, Сергій Мержинський. Зелений Гай, фото 8 (20) липня 1898 р.

1897 року познайомився з Лесею Українкою в Ялті під час лікування туберкульозу легень. Леся Українка називала його «Друг моїх ідей», проте кажучи завжди «дружба», а не «кохання» про ці стосунки.
Згодом гостював у родини Косачів у Гадячі та Зеленому Гаю влітку 1898 і 1900 рр.
Восени 1900 р. стан здоров'я Мержинського різко погіршився.
7 (20) січня 1901 р. Лариса Косач приїхала провідати Мержинського і залишилася доглядати його до самої смерти. Вона розмовляла, читала йому, вела ділове листування, на зміну з батьком Сергія.
18 (31) січня за одну ніч Леся Українка написала поему «Одержима» біля ліжка передсмертного Сергія.
Помер Сергій Мержинський 3 (16) березня 1901 року в Мінську у своєму помешканні від сухот на руках у Лесі Українки.
7 липня 1901 року в Кімполунзі на Буковині, переживаючи біль утрати, Косач створила поезію «Уста говорять: „він навіки згинув!“».